# Fritz Tegtmeier
Fritz Tegtmeier (30 de julho de 1917 - 8 de abril de 1999) foi um piloto alemão da Luftwaffe durante a Segunda Guerra Mundial. Voou 530 missões de combate, nas quais abateu 146 aeronaves inimigas, o que fez dele um ás da aviação.